# Desierto de Nyiri
El desierto de Nyiri, también llamado «el Nyika» o «desierto de Taru», es un desierto situado en el condado de Kajiado, en el sur de Kenia. Se encuentra al este del lago Magadi y entre los parques nacionales Amboseli, Tsavo Occidental y Nairobi. Una alta proporción de la superficie terrestre del condado de Kajiado es del desierto Nyiri. Su aridez es causada por la sombra orográfica del Kilimanjaro.